# Mama's Broken Heart
«Mama's Broken Heart» —en español: «El corazón roto de mama»— es una canción grabada por la artista de música country Miranda Lambert. Fue lanzado en enero de 2013 como el cuarto sencillo del álbum de Lambert Four the Record.

## Video musical
El video musical fue dirigido por Trey Fanjoy y se estrenó en marzo de 2013.

## Posicionamiento en listas

### Listas semanales
| Listas (2013)                      | Mejor posición |
| ---------------------------------- | -------------- |
| Canadá (Canadian Hot 100)          | 30             |
| Canadá (Canada Country)            | 1              |
| Estados Unidos (Billboard Hot 100) | 20             |
| Estados Unidos (Country Airplay)   | 2              |
| Estados Unidos (Hot Country Songs) | 2              |

### Posición fin de año
| Listas (2013)                    | Posición |
| -------------------------------- | -------- |
| US Billboard Hot 100             | 89       |
| US Country Airplay (Billboard)   | 31       |
| US Hot Country Songs (Billboard) | 8        |